# Miss Afrique du Sud 2012
Miss Afrique du Sud 2012, est la 58e élection de Miss Afrique du Sud, s'est déroulée le 9 décembre 2012 au Superbowl de Rustenburg.
La gagnante, Marilyn Ramos, succède à Melinda Bam, Miss Afrique du Sud 2011.

## Classement final
| Titre                    | Candidates                                                       |
| ------------------------ | ---------------------------------------------------------------- |
| Miss Afrique du Sud 2012 | - Nord-Ouest - Marilyn Ramos                                     |
| 1re princesse            | - Cap occidental - Stacey Webb                                   |
| 2e princesse             | - KwaZulu-Natal - Pearl Nxele                                    |
| Top 5                    | - Cap occidental - Charne King - Cap occidental - Simone de Kock |

## Candidates
| Nom                  | Âge    | Province représentée | Domicile     |
| -------------------- | ------ | -------------------- | ------------ |
| Charlotte Smith      | 25 ans | Gauteng              | Johannesburg |
| Charne King          | 23 ans | Cap occidental       | Le Cap       |
| Cindy Rossland       | 22 ans | Cap occidental       | Le Cap       |
| Danelle de Wet       | 20 ans | Cap occidental       | Le Cap       |
| Dhesha Jeram         | 25 ans | Cap occidental       | Le Cap       |
| Koketso Modiba       | 25 ans | Gauteng              | Johannesburg |
| Marilyn Ramos        | 21 ans | Nord-Ouest           | Klerksdorp   |
| Natasha Kashimoto    | 21 ans | Gauteng              | Benoni       |
| Pearle Nxele         | 23 ans | KwaZulu-Natal        | Mandini      |
| Simone de Kock       | 23 ans | Cap occidental       | Le Cap       |
| Stacey Webb          | 23 ans | Cap occidental       | Le Cap       |
| Tarryn Kim Cornelius | 22 ans | Cap occidental       | Le Cap       |

## Déroulement de la cérémonie

### Prix attribués
| Prix           | Nom                             |
| -------------- | ------------------------------- |
| Miss Sympathie | Cap occidental - Danelle De Wet |

## Observations